# Pito (cerveza)

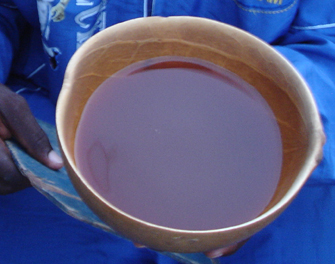
Pito caliente servido en porongo.

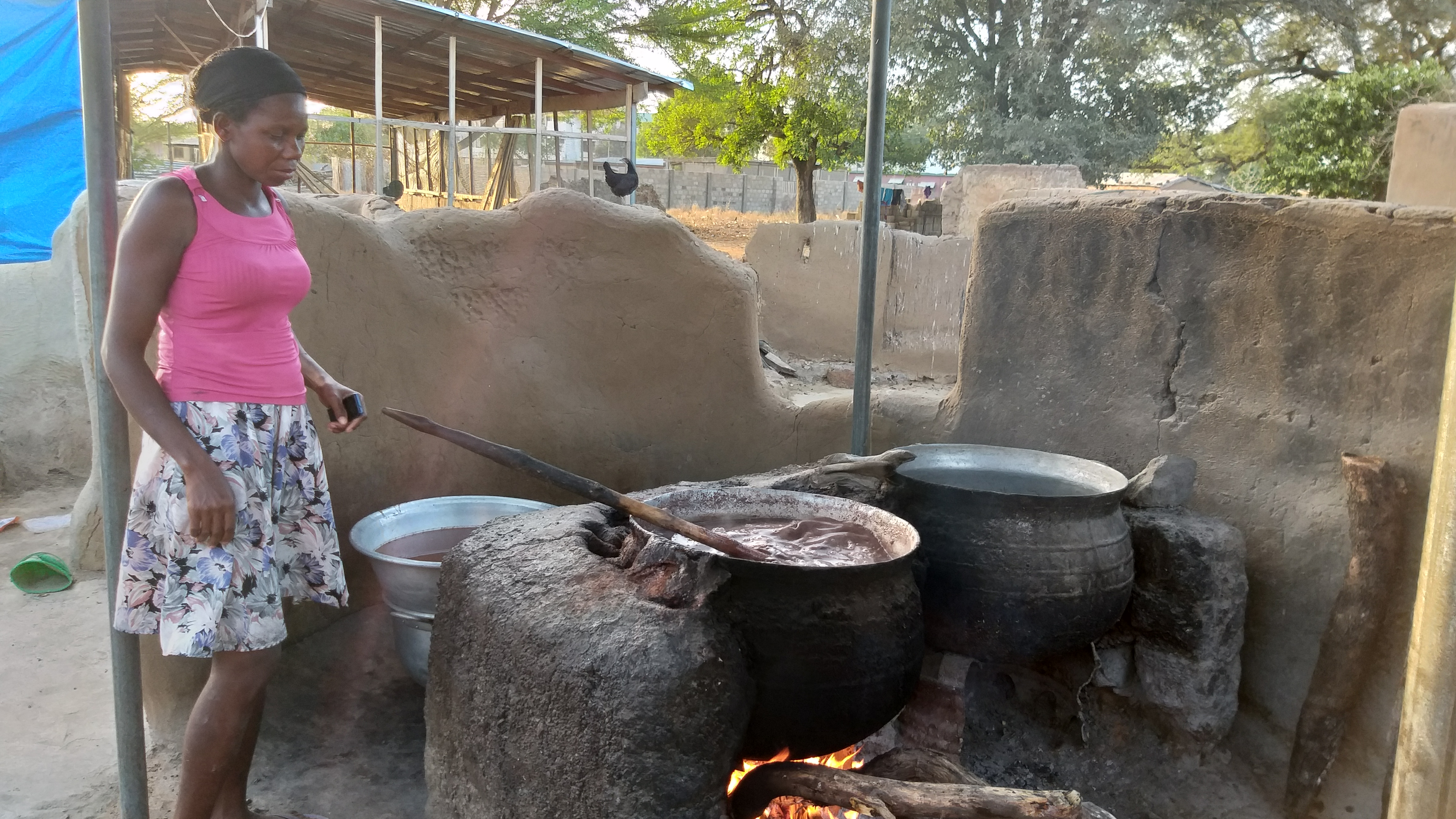
Una mujer revolviendo pito en una cocina tradicional.

Pito es un tipo de cerveza realizado a partir de mijo o sorgo fermentado, en la zona norte de Ghana, parte de Nigeria y en otros sitios de África occidental. Es realizada por pequeños productores, en forma casera y usualmente es servida en una cucurbitácea llamada porongo.
Se puede beber caliente o frío. El pito caliente obtiene su calor del proceso de fermentación. Su contenido en alcohol es bajo (3%), y se puede conservar entre 48 horas y una semana. De color pardo oscuro, su sabor es algo ácido y tiene sólidos en suspensión. La producción de pito se convierte en algunos casos en una importante fuente de ingresos de la población de áreas rurales pobres. No se vende embotellada o enlatada y, generalmente, es vendida directamente por el productor.